# Tropheus duboisi
Tropheus duboisi és una espècie de peix de la família dels cíclids i de l'ordre dels perciformes. Els adults poden assolir els 12 cm de longitud total. És endèmic del nord del llac Tanganyika (Àfrica oriental).